# سوچیترا چاندرابوس
سوچیترا چاندرابوس (انگلیسی: Suchitra Chandrabose) طراح رقص و کارگردان فیلم اهل آندرا پرادش هند است.
از فیلم‌هایی که وی در آن‌ها نقش داشته‌است، می‌توان به گوپالا گوپالا، پول و نبرد نهایی اشاره نمود.
همچنین برندهٔ جوایزی همچون جایزه فیلم‌فیر جنوب و جایزه ناندی شده‌است.